# Mathe
Mathe ist eine Ortslage des Ortsteils Hohnhorst der Gemeinde Hohnhorst in der Samtgemeinde Nenndorf im Landkreis Schaumburg in Niedersachsen.

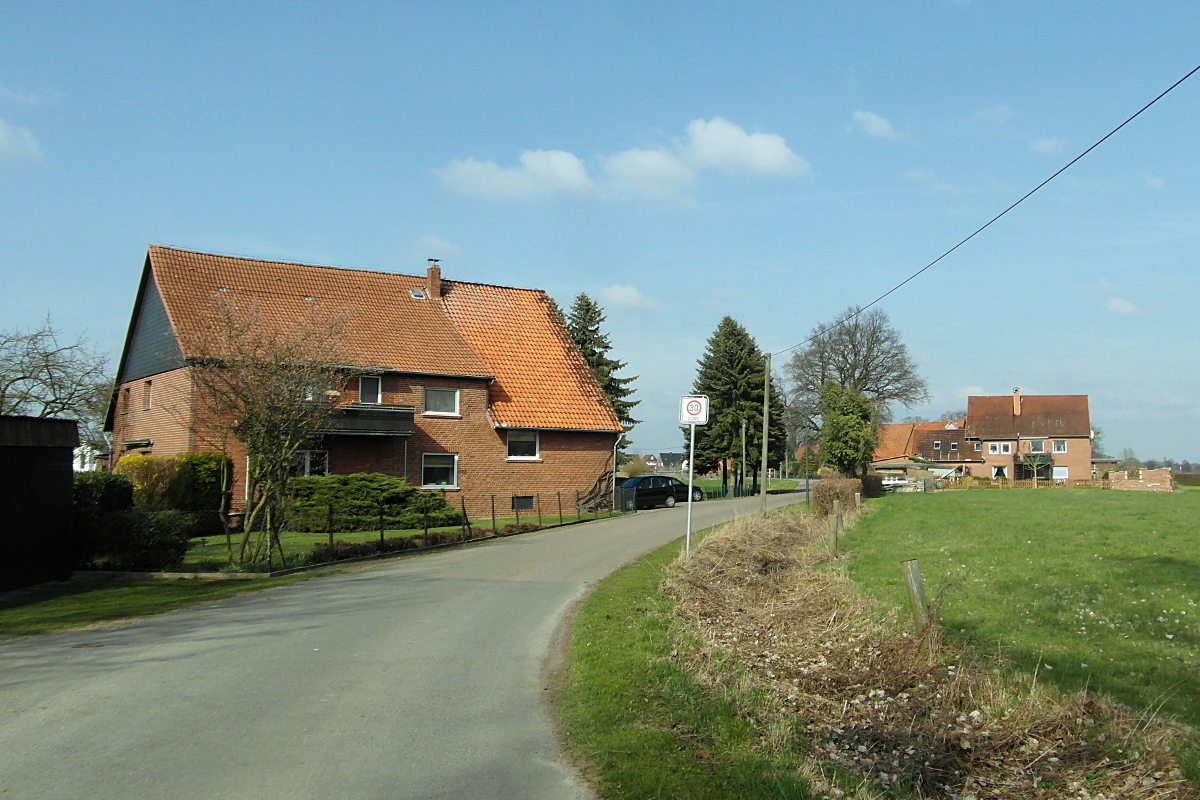
Im Süden von Mathe

## Geographie
Die Ortslage Mathe liegt ca. 500 m südlich des auf einer kleinen Anhöhe liegenden Ortskerns des Ortsteils Hohnhorst. Es erstreckt sich als Straßendorf entlang der Mathestraße. Durch das seit etwa 2010 entstandene Neubaugebiet Hinter den Höfen entstand eine zusammenhängende Wohn- und Gewerbebebauung im bislang landwirtschaftlich genutzten Bereich zwischen Hohnhorst und Mathe. Das Terrain entlang der Mathestraße fällt leicht nach Süden bis zu einem der Osterriehe zufließenden Vorfluter.

## Geschichte
Die Höfe in Mathe gehörten im 18. Jahrhundert zur Niedervogtei des Amts Rodenberg in der Landgrafschaft Hessen-Kassel. Mathe ist eingepfarrt zur Kirche St. Martin in Hohnhorst.

## Verkehr

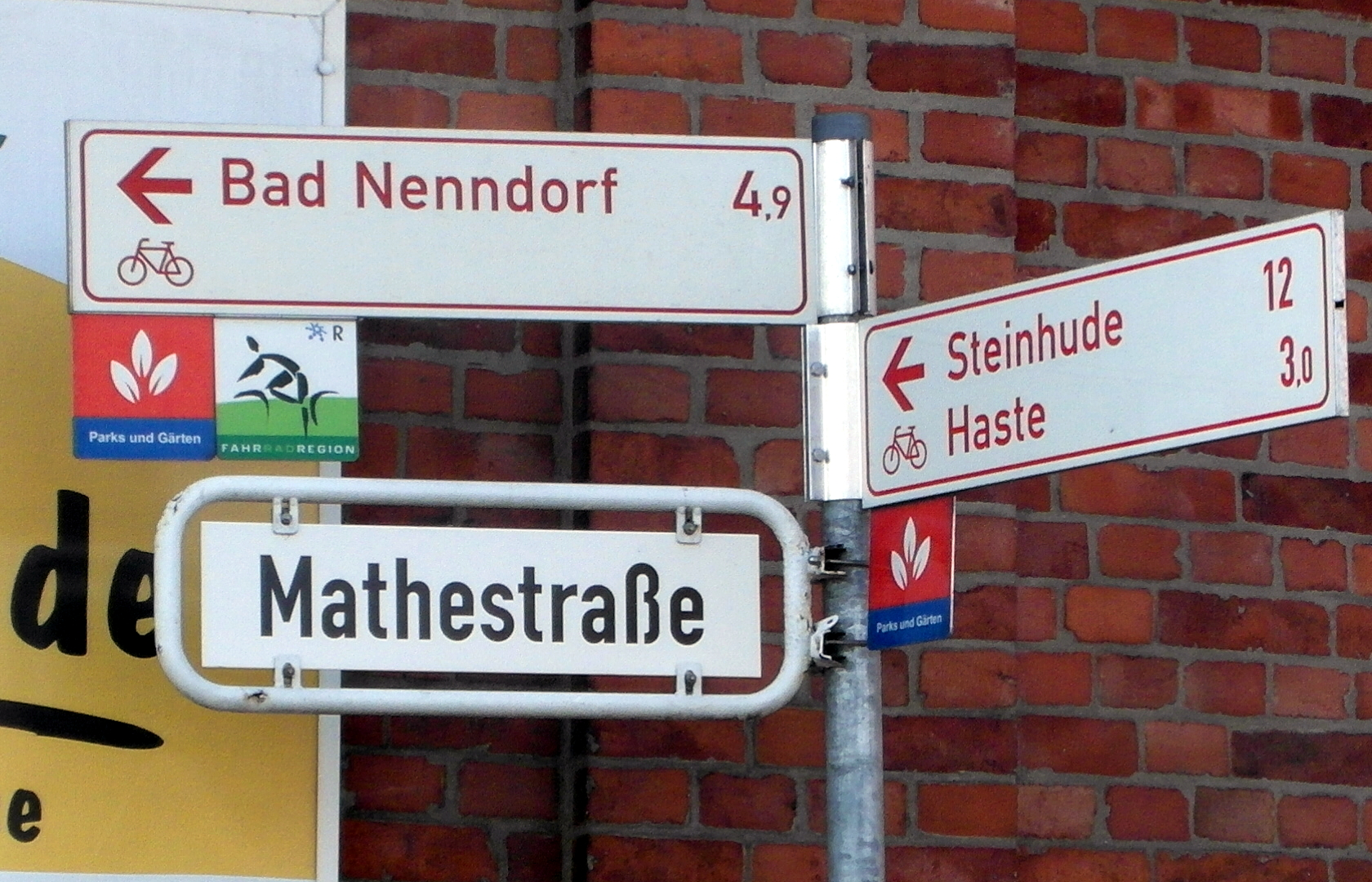
Wegweiser Mathestraße

Mathe ist über Straßen aus Richtung Hohnhorst erreichbar. Die Strecke von Mathe weiter in Richtung Süden ist nur für landwirtschaftlichen Verkehr sowie Radfahrer und Fußgänger freigegeben.
Durch Mathe führt die Route einer Fahrradroute durch das Schaumburger Land unter der Bezeichnung Parks & Gärten.

## Sonstiges
Eine der geplanten Ausbauvarianten der Bahnstrecke Hannover–Minden führt direkt an der Ortslage Mathe vorbei.

## Belege
1. ↑  Kurfürstentum Hessen 1840-1861 – 123. Nenndorf. Historische Kartenwerke.  In: Landesgeschichtliches Informationssystem Hessen (LAGIS).
2. ↑  Baugebiet „Hinter den Höfen“
3. ↑  Die Orte der Grafschaft Schaumburg (Inhalt geändert, diese Version archiviert am 1. April 2017)
4. ↑  www.schaumburgerland-tourismus.de: Parks & Gärten. Das ganze Ländchen gleicht einem prachtvollen Garten
5. ↑  www.hannover.de: Parks & Gärten
6. ↑  SPD–Nenndorf gegen den trassenfernen Ausbau der Bahnstrecke Hannover-Minden

Koordinaten: 52° 21′ 57,2″ N, 9° 22′ 23,5″ O